# 黄港镇
黄港镇，是中华人民共和国江西省九江市修水县下辖的一个乡镇级行政单位。

## 行政区划
黄港镇下辖以下地区：
黄港社区、朗田村、南平村、月山村、安全村、双溪村、金盆村、渎坑村、柘坑村、杨家坪林场生活区和毛竹山林场生活区。